# Ossa (empresa)
|  | Aquest article tracta sobre la històrica empresa de la Zona Franca. Si cerqueu informació sobre la nova empresa gironina, vegeu «Ossa Factory». |

OSSA fou una empresa catalana dedicada inicialment a la fabricació de maquinària cinematogràfica i més tard a la de motocicletes que estigué activa entre 1928 i 1985. Fundada per l'industrial barceloní Joan Giró, la fàbrica estava situada d'ençà de la dècada de 1960 a la Zona Franca de Barcelona i el seu nom és l'acrònim d'Orpheo Sincronic Sociedad Anónima. El seu logotip era un trèvol de quatre fulles. Encara avui conserva la popularitat que assolí arreu del món, especialment als EUA, entre els afeccionats a les motocicletes de competició.
El 2010, després de gairebé tres dècades del seu tancament, la marca renasqué temporalment de mans d'uns empresaris gironins, que hi tornaren a fabricar motocicletes des de la nova empresa Ossa Factory S.L.

## Història
L'empresa va començar l'any 1928 fabricant projectors per a la indústria del cinema al mercat espanyol. La seva primera raó social, Orpheo Sincronic Sociedad Anónima (O.S.S.A.), es va canviar posteriorment a Maquinaria Cinematográfica, S.A. Durant la dècada del 1920 va destacar com a fabricant d'un dispositiu dissenyat per a dotar de so les pel·lícules, aleshores mudes, tot acoblant-lo als projectors. D'aquí li venia el nom original, ja que Orfeu és el músic per excel·lència de la mitologia grega.
El fill del fundador, Manuel Giró, era un ex-oficial de la marina mercant i un apassionat de les curses de velocitat aquàtiques, on va arribar a aconseguir alguns rècords. Quan la seva atracció per aquestes competicions va afluixar, es va dedicar a les curses motociclistes per carretera, comprant aleshores una Norton 500 amb la qual va competir per Europa. En aquells temps aquella moto no era fàcil de controlar, de manera que sovint acabava per terra. Per aquesta raó va canviar la Norton per una BMW, però el seu motor va resultar poc potent i va decidir reemplaçar-lo per un de quatre cilindres i 1000 cc creat per ell, derivat dels vaixells. La seva creació va esdevenir portentosa en recta, però molt poc fiable als revolts, fins al punt que la primera vegada que va mirar d'agafar-ne un gairebé es va matar. Després d'això es va dedicar a les curses de sidecar, arribant a guanyar-ne el Campionat estatal durant la dècada de 1940, amb Jaume Pahissa de passatger.

### Inici de la producció de motocicletes

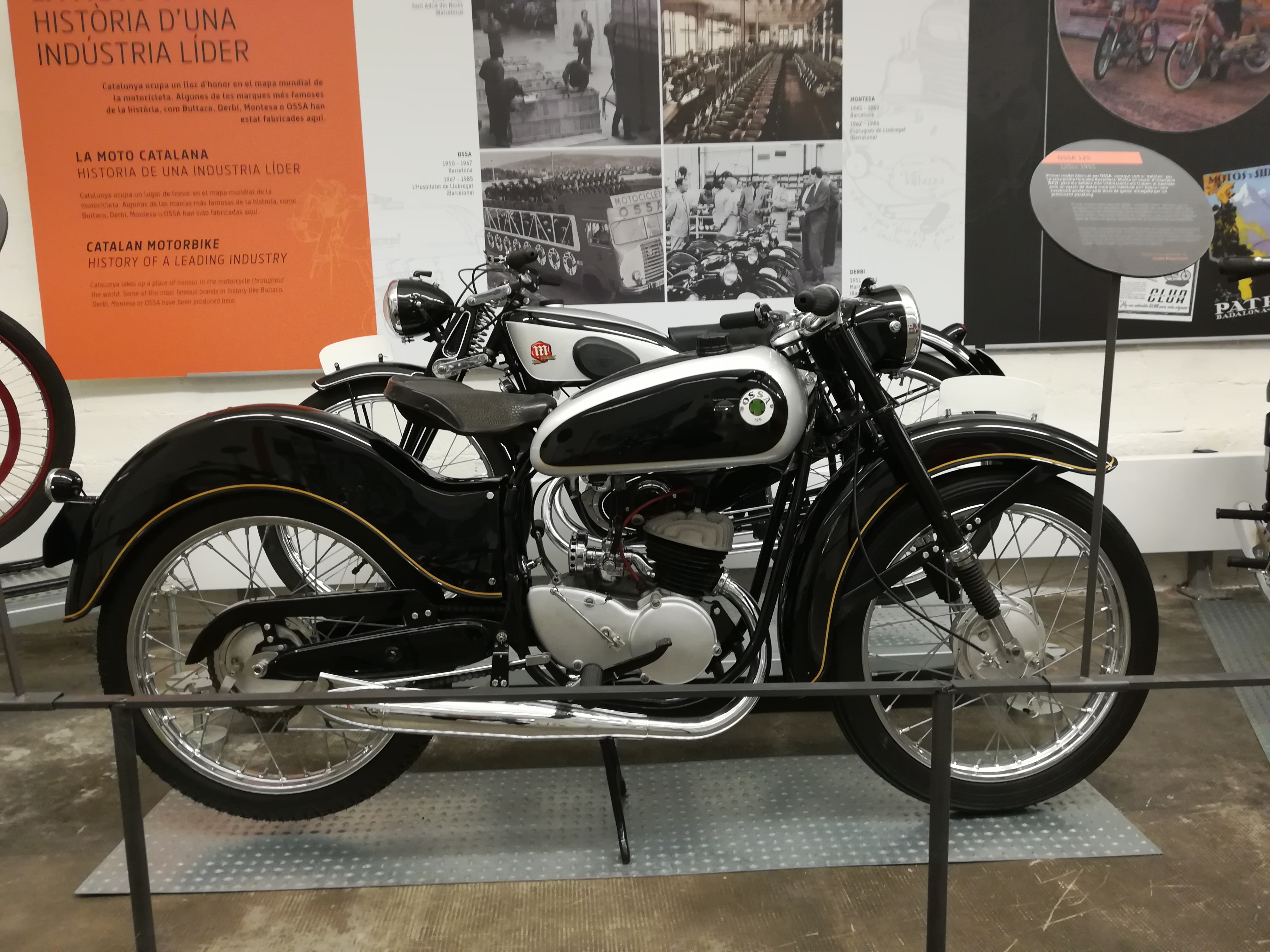
OSSA 125 de 1951, la popular Fuelles

L'empresa va sobreviure a la Guerra Civil espanyola i, un cop acabada, el 1940 Orpheo Sincronic presentà un prototipus de motocicleta que havia estat desenvolupat abans de la guerra a iniciativa de Manuel Giró, però la idea no tingué continuïtat i caldria esperar encara onze anys abans l'empresa no comencés a fabricar aquesta mena de vehicles sota la marca OSSA.
La decisió de dedicar-se seriosament a la fabricació de motocicletes es prengué poc després d'acabada la Segona Guerra Mundial, quan l'empresa decidí crear-ne una de popular per tal de satisfer la demanda de l'època d'un mitjà de transport econòmic. Així, tot aprofitant la tecnologia millorada de fabricació de motors de dos temps adquirida de l'empresa alemanya DKW pels aliats, OSSA va començar a fabricar-hi motocicletes tal com varen fer en aquells moments BSA, Harley-Davidson i Yamaha entre d'altres.
El primer model fabricat en sèrie es va presentar el 1949 i va sortir a la venda el 1951. Era una 125 cc de 3 velocitats que arribava a 75 quilòmetres per hora. En pocs anys se'n van vendre 14.000 unitats. A aquest model en van seguir d'altres, com per exemple un ciclomotor de 50 cc que podia recórrer 80 quilòmetres amb un litre de benzina.

### El logotip del trèvol

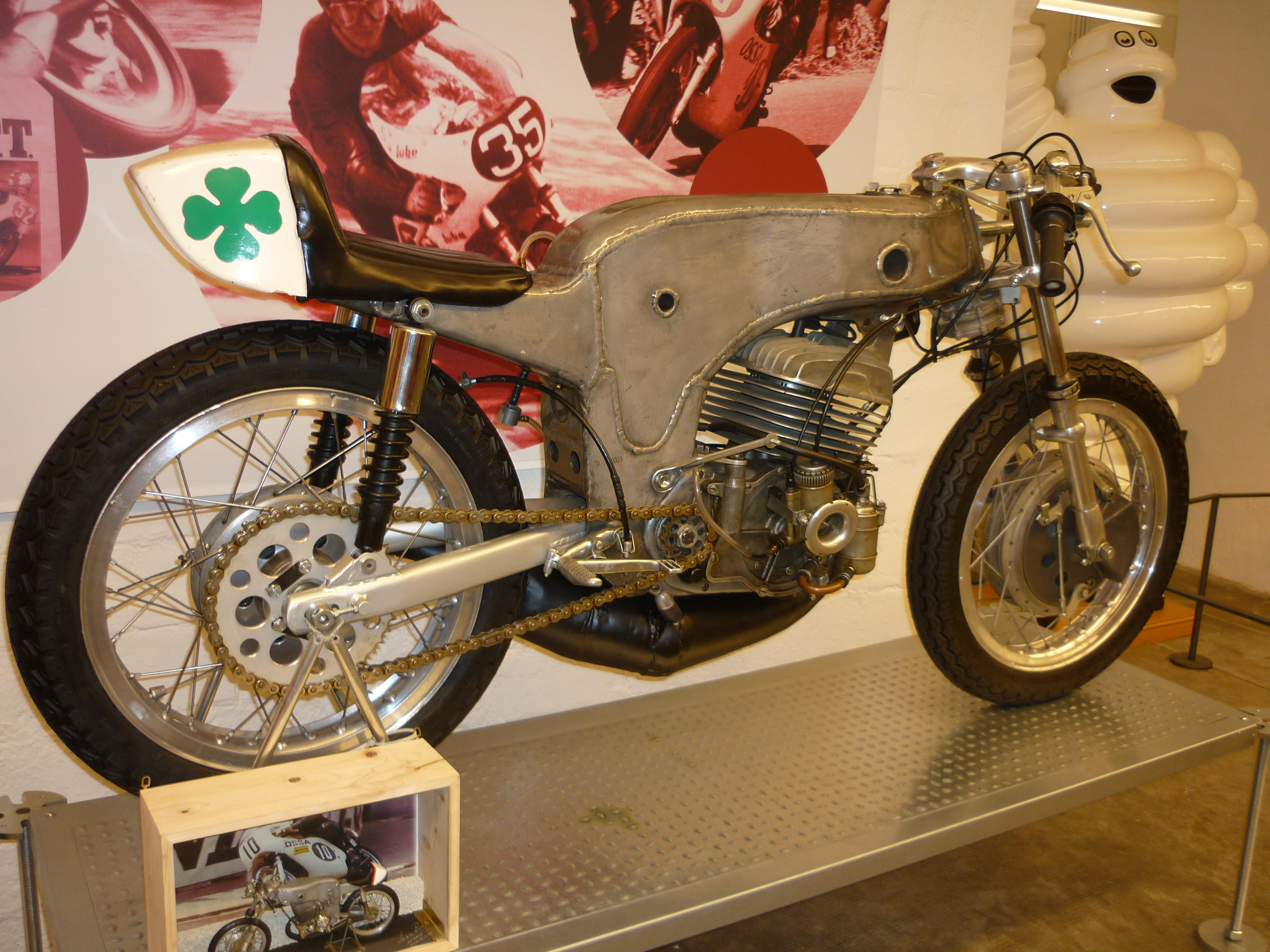
L'OSSA 250cc monocasc de 1968 que pilotà Santiago Herrero al mundial

La primera constància del logotip del trèvol de quatre fulles d'OSSA data de 1949, quan s'incorporà per primer cop al dipòsit del prototipus de la futura OSSA 125 que es mostrà a la Fira de Mostres de Barcelona. Tot i que es desconeix exactament el motiu pel qual la marca l'adoptà com a símbol, s'ha apuntat que podria estar relacionat amb l'època en què l'empresa es dedicava al cinema: seria una representació simbòlica de la Creu de Malta, emprada aleshores als obturadors de les càmeres de projecció per a garantir l'exactitud del salt entre fotogrames.
Cal dir que entre la fi de la dècada de 1950 i començaments de la de 1960, Alfa Romeo envià una delegació dels seus advocats a Barcelona per tal d'exigir a OSSA que abandonés l'ús d'aquest logotip, ja que la marca italiana el tenia registrat legalment per als seus automòbils. Sorprès, Manuel Giró adduí que ni ell fabricaria mai cotxes ni, probablement, Alfa Romeo faria mai motos, argument que convencé els italians d'abandonar les previstes accions legals contra l'empresa catalana. L'afer quedà, doncs, resolt amistosament.

### Els anys d'apogeu
A partir de 1964 va entrar a l'administració de l'empresa Eduard Giró, fill de Manel, que era un geni de la mecànica: Es diu que va dissenyar el seu primer motor als 12 anys, i als 15 en va construir un capaç d'arribar a 15.000 rpm. El jove Eduard va adonar-se'n tot d'una que, per sobreviure, la petita empresa familiar havia de mirar més enllà del mercat espanyol. Coincidint amb això, OSSA va arribar al seu sostre de producció durant el "boom" del mercat motociclista dels anys 60, assolint un important volum d'exportacions al mercat europeu i especialment a l'americà. Als EUA i el Canadà les motocicletes de fora d'asfalt, sobretot les de motocròs (esport introduït en aquells països aleshores) van obtenir una gran quota de mercat, i les OSSA hi eren molt valorades per la seva lleugeresa i potència. El model Stiletto 250 particularment va ser un dels més habituals en aquells països a les curses de motocròs des de final dels anys 60 al començament dels anys 70.

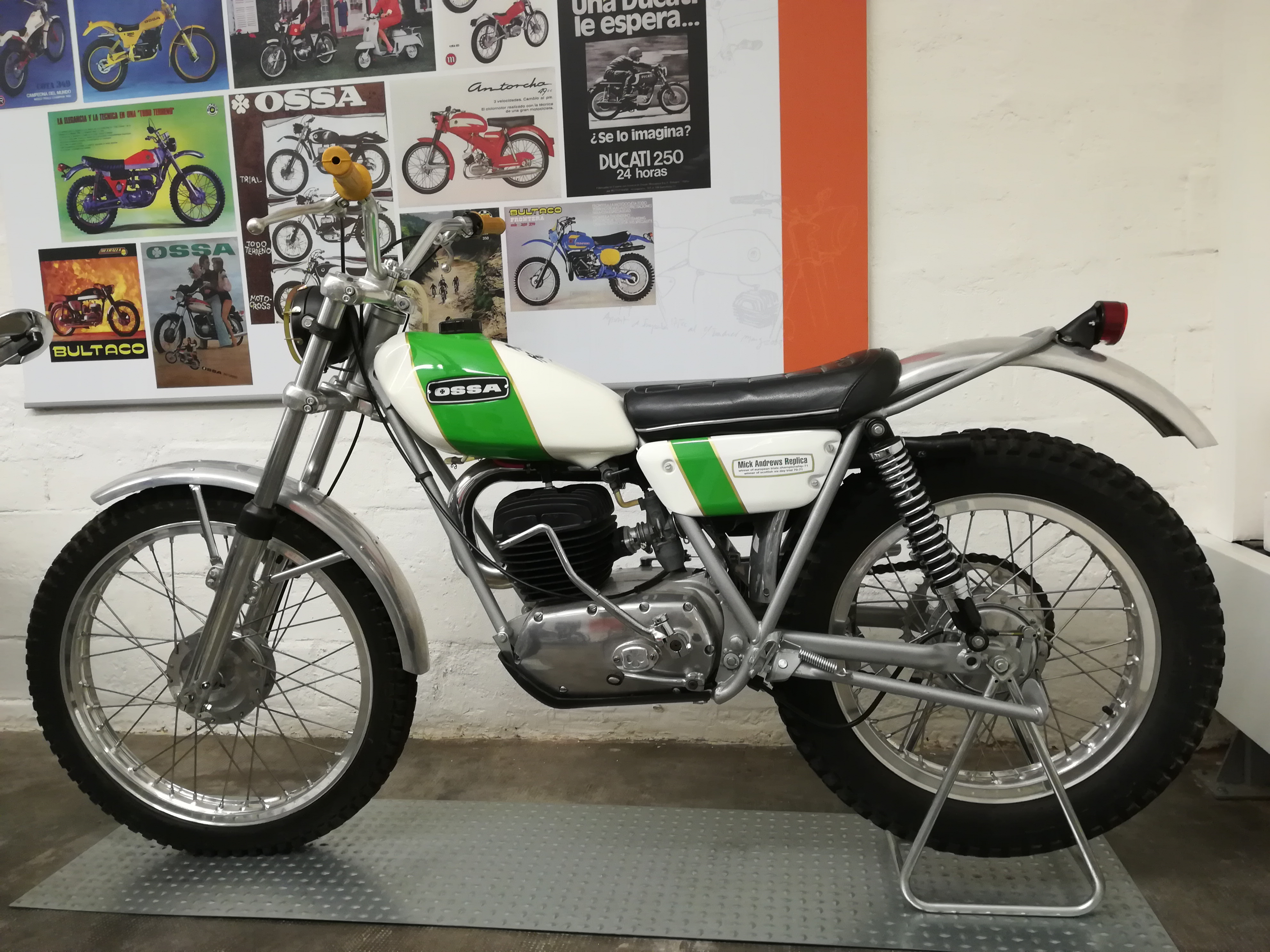
L'OSSA MAR 250cc de 1972

A principis de la dècada dels setanta, Fernando Batlló va fer uns quants prototipus amb múltiples cilindres de 2 temps, una OSSA de 525 cc i després una de 977 cc, l'OSSA BYRA 1000 de quatre cilindres. La BYRA 1000 va participar en les 24 hores Motociclistes de Montjuïc l'any 1972, tot i que va tenir un accident. En aquella època, però, la màxima popularitat l'obtingué la marca dels seus èxits en trial, gràcies al desenvolupament de la reeixida MAR en col·laboració amb el campió anglès Mick Andrews, qui assolí nombrosos triomfs arreu del món amb aquesta moto.
Les motocicletes OSSA aviat es van guanyar reputació per la seva fiabilitat dins i fora de carretera, a banda de la seva idoneïtat per a les curses deguda a l'òptima relació pes/potència. Tot i l'entusiasta acollida pel delicat disseny i robustesa dels seus models, l'empresa va patir d'una xarxa de distribuïdors desorganitzada i dispersa en l'important mercat nord-americà. Irònicament, l'auge de la motocicleta que va fer florir un nou mercat i va comportar grans beneficis als fabricants europeus, fou també la llavor de la desaparició de moltes petites empreses com OSSA. Amb tantes opcions per a triar (tant els compradors com els venedors) les xarxes de venda i manteniment no eren sostenibles, i els intents de millorar la producció mitjançant la inversió en noves fàbriques van portar OSSA i moltes altres empreses europees a una situació molt delicada.

### Decadència i final
La caiguda fou molt ràpida i forta. A partir de l'any 1975, amb la mort del General Franco i la transició democràtica espanyola es va obrir una època de gran agitació laboral, de manera que en poc temps l'empresa es va veure obligada a adaptar-se a les exigències dels 460 vaguistes (la pràctica totalitat de la força de treball d'OSSA) per continuar la producció. Aquesta problemàtica laboral va coincidir amb els creixents costos i la desaparició de les barreres proteccionistes de l'economia espanyola que havien beneficiat l'empresa. Dins el nou marc de lliure mercat OSSA no va poder competir amb les marques japoneses que varen inundar el mercat ibèric. La creixent crisi del mercat de les motocicletes afectà també, entre altres fabricants, a Bultaco i Montesa.

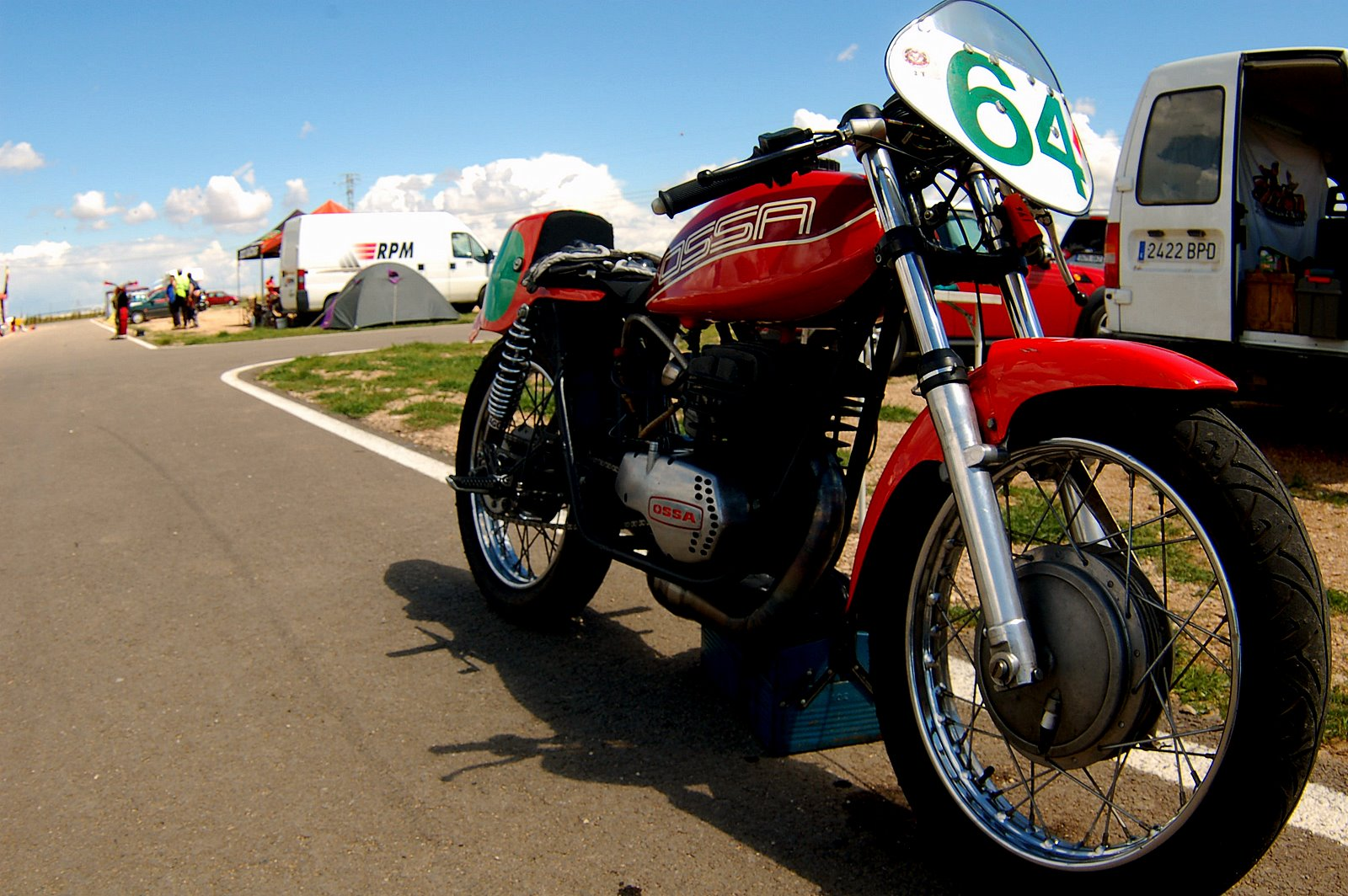
Una OSSA 250 Copa dels volts de 1980

L'empresa es va enfonsar a la fi de l'any 1977. Així, pocs anys després dels seu èxit de vendes, innovació i victòries, va quedar relegada a una posició marginal. A començaments de 1978, OSSA presentà suspensió de pagaments i uns mesos més tard la família Giró abandonà l'empresa, a la vegada que s'acomiadaven 190 dels 460 treballadors. L'empresa esdevingué aleshores una Societat anònima laboral propietat dels treballadors i gestionada per ells mateixos, obtenint a començament de 1979 un important crèdit oficial del Fondo de Protección al Trabajo espanyol, amb el qual varen poder reprendre les activitats i renovar la gamma de models de la marca. Malgrat tot, mancats de liquiditat i amb una política de nous models inapropiada (tret de la reeixida TR 80 de trial), tot i els intents de fer viable l'empresa amb una mena de fusió amb Bultaco el 1979 i el seu re-bateig com a OSSAmoto, no es varen poder resoldre els greus problemes econòmics. Finalment, l'any 1982 la fàbrica va tancar les portes definitivament, malgrat que alguns models de trial es van seguir venent fins ben entrat el 1985 (1986 segons altres fonts), però muntats gairebé artesanalment per ex-treballadors de l'empresa.

### El retorn
El març del 2009, els gironins Jordi Cuxart i Joan Gurt anunciaven el renaixement de la marca quan ja feia temps que n'havien aconseguit totes les patents, salvant-les pels pèls de caure en mans d'empresaris estatunidencs. Ossa Factory, la nova empresa creada pels gironins, presentà oficialment al mes de novembre del mateix any el seu nou model de trial, la TR 280i, durant el saló de la motocicleta a l'EICMA de Milà.

## Les fàbriques d'OSSA
Al llarg de la seva història, OSSA ocupà diverses plantes de producció. Un cop dedicada prioritàriament a la producció de motocicletes n'arribà a ocupar tres de diferents, en dues localitats (Barcelona i L'Hospitalet de Llobregat):
1. 1951 - 1967: Barcelona, al carrer Badal, núm. 81-111
2. 1967 - 1983: Barcelona, a la Zona Franca, carrer B
3. 1983 - 1985: L'Hospitalet de Llobregat, al carrer del Crom, núm. 89

Durant anys, a més, OSSA va mantenir la seva adreça social al número 228 del carrer de Mallorca -cantonada amb carrer Balmes-, on tenia les oficines (les quals emprava els darrers anys només per al negoci de cinematografia). Aquesta seu es va mantenir fins al 1982, any en què el departament de cinema d'OSSA es va fusionar amb l'empresa Supersond i es va traslladar al carrer Aribau, número 21.

## Producció

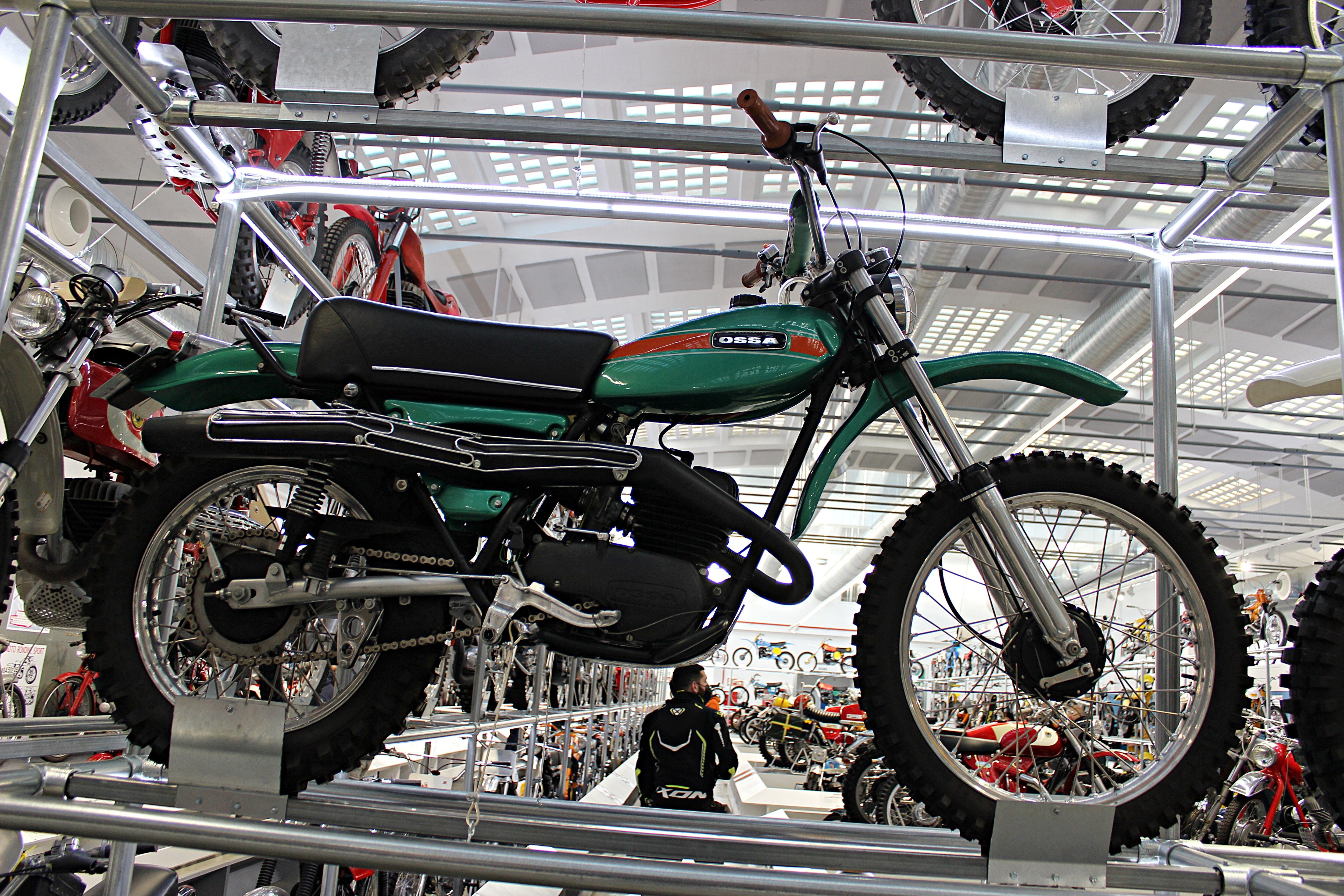
OSSA Enduro Phantom de 1975

Al llarg de la seva història, OSSA tragué al mercat nombrosos models de totes les especialitats. Entre els més destacats, cal esmentar els següents:
- OSSA 125, 160, 230 i Yankee 500,[15] de carretera
- Motopedal i Ossita 50, ciclomotors
- OSSA 250 Monocasc, de velocitat, amb la qual Santiago Herrero va estar a punt de guanyar el mundial de 250cc
- Pluma, Mick Andrews Replica (MAR)[16] i TR 80 ("la groga"), de trial
- Explorer, de "trail"
- Stiletto i Phantom,[17] de motocròs
- Enduro,[15] Super Pioneer i Desert, d'enduro

## Competició

### Velocitat

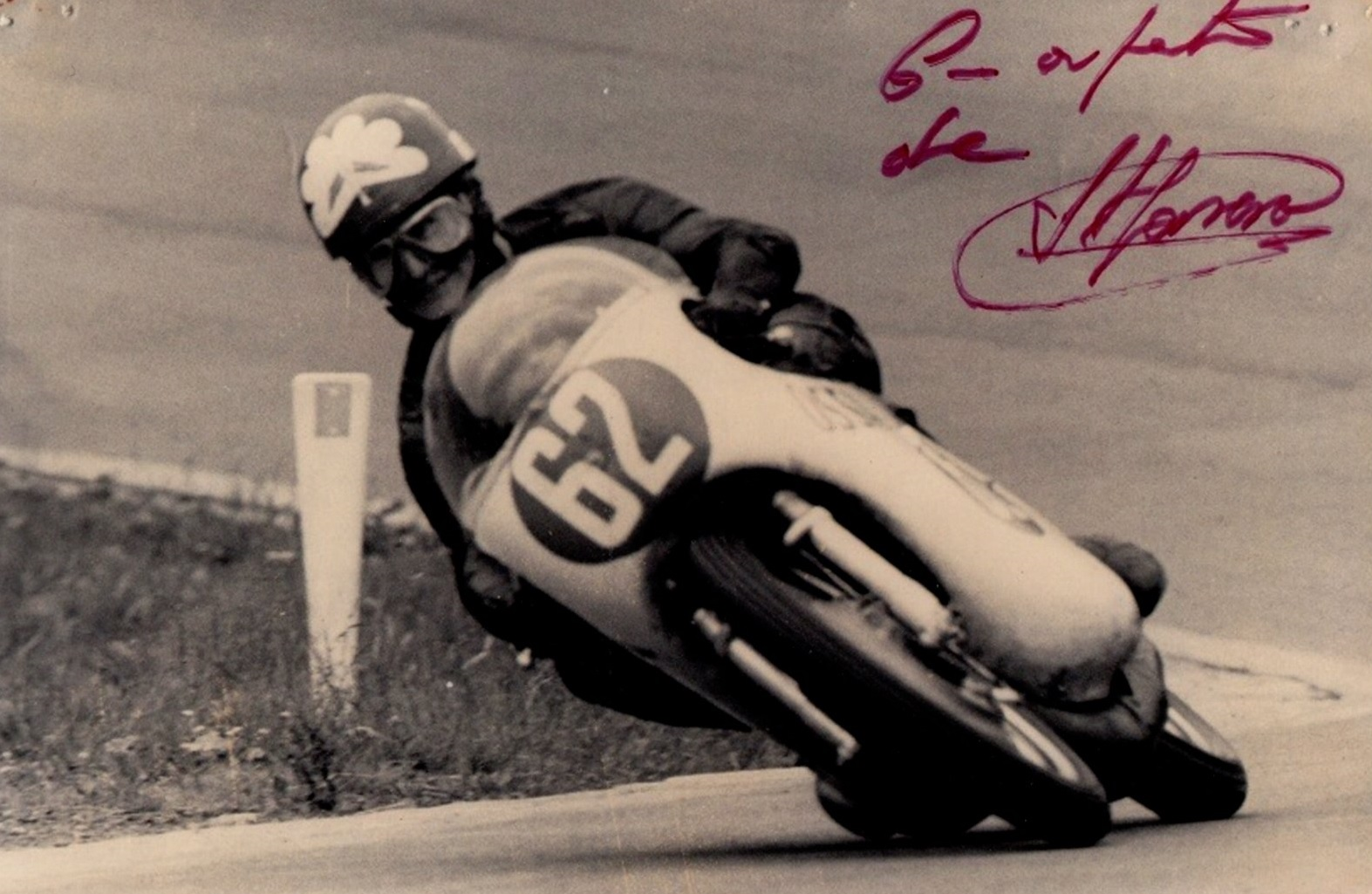
Santiago Herrero amb l'OSSA 250 al GP de Bèlgica de 1968

L'empresa estigué competint durant anys de forma més o menys oficial en tota mena de disciplines, fins que decidí de dedicar-s'hi seriosament el 1965, tot desenvolupant nous models de velocitat (com també de motocròs, enduro i trial). Aquell any, dos prototipus de motocicletes amb motors de 175 cc varen ocupar contra pronòstic el primer i el segon lloc final a les 24 Hores de Montjuïc -a la categoria dels 175cc-, davant dels potents equips de Bultaco i Montesa (doblant fins a 25 voltes a la Montesa classificada en tercer lloc). Aviat arribaren altres bons resultats: una victòria a la prova estatal del Gran Premi d'Espanya de 1966 (a Montjuïc), victòria absoluta el 1967 a les 24 hores de Montjuïc (i segon lloc en la categoria de 250cc), quart lloc en el campionat del món de fabricants de 1968, tres Grans Premis guanyats el 1969, etc.
En aquella època, al final dels anys 60, OSSA va destacar sobretot en la cilindrada dels 250 cc amb la innovadora motocicleta de xassís monocasc dissenyada per Eduard Giró. El millor pilot d'aquesta moto fou l'espanyol Santiago Herrero, qui morí en un accident durant el Tourist Trophy de l'illa de Man l'any que anava camí de guanyar el campionat del món, el 1970, després d'haver-ne guanyat quatre Grans Premis. Arran d'aquesta pèrdua, OSSA es va retirar oficialment del motociclisme de velocitat i es va concentrar en les especialitats de trial, motocròs i enduro.
D'altra banda, cap a la fi de la dècada dels anys 1970, OSSA llançà sengles fórmules de promoció dels seus models de carretera (la 250 T i la Yankee 500), anomenades Copa OSSA i Copa Yankee respectivament. Les competicions constaven de diverses curses i calia participar-hi amb una d'aquestes motocicletes, sense modificar. Al llarg dels seus pocs anys d'existència, aquestes Copes serviren per a donar a conèixer joves valors que pocs anys després destacaren en curses de velocitat, entre els quals Luis Miguel Reyes, guanyador de la Copa OSSA de 1977.

### Trial

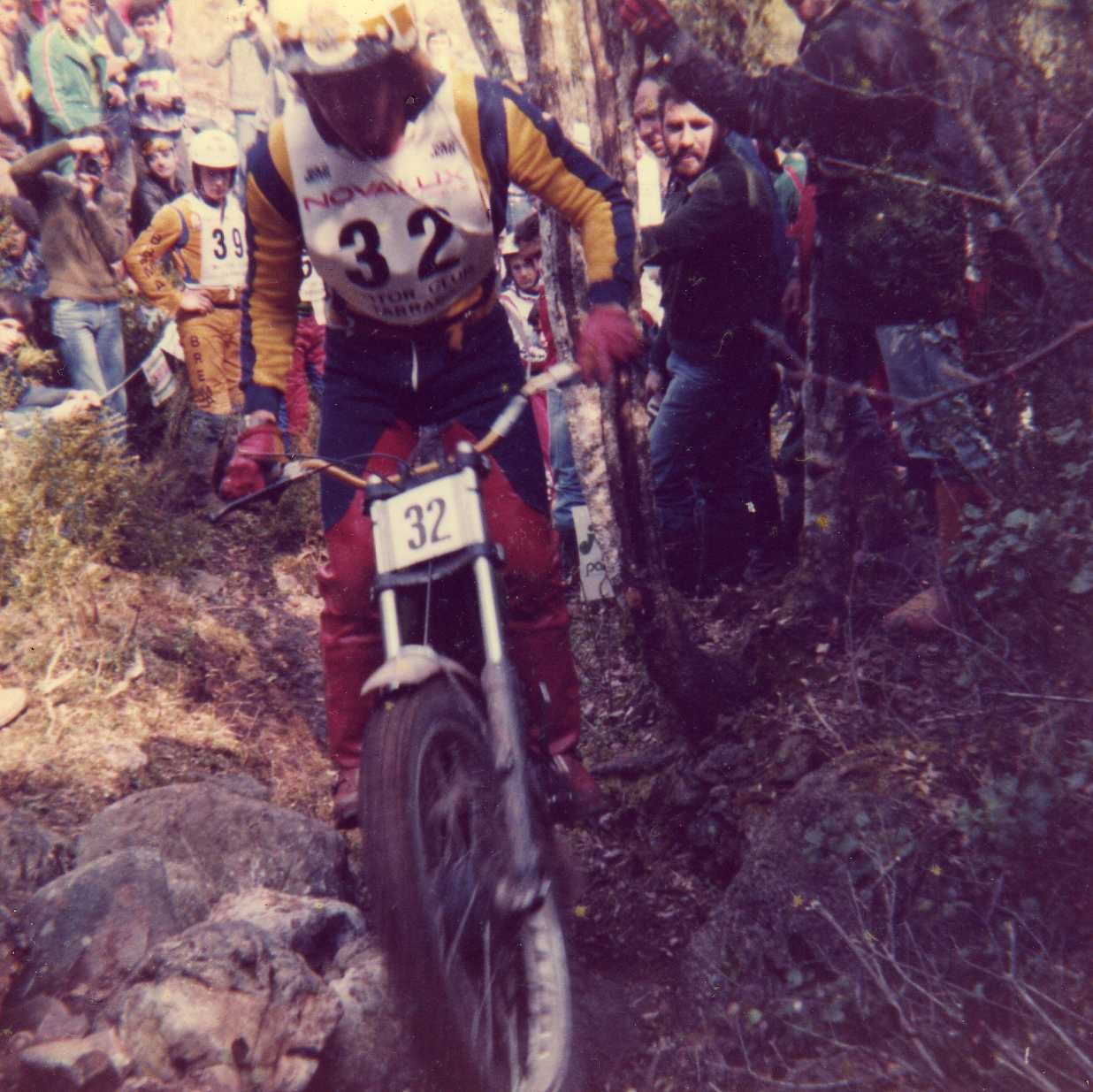
Mick Andrews amb l'OSSA 350 verda el

L'entrada d'OSSA amb tot el seu potencial tecnològic al trial, va contribuir en gran manera a la popularitat que obtingué aquest esport durant els anys 70 a Europa i els EUA, i juntament amb les també catalanes Bultaco i Montesa va estar dominant l'especialitat fins al dia del seu tancament, de tal manera que el trial ha estat considerat gairebé un esport nacional català.
Per tal d'entrar amb força en aquesta especialitat, OSSA va fitxar el pilot britànic Mick Andrews i amb la seva col·laboració va desenvolupar una moto revolucionària, la MAR (Mick Andrews Rèplica), que fou un èxit de vendes. La seva estètica (blanca amb franja diagonal verda) va marcar època. Segons un reportatge aparegut a la premsa especialitzada el desembre de 1971, poc després de la seva presentació, «els seus acabats voregen la perfecció; és la millor moto de trial existent».
La MAR es va gestar durant l'estiu de 1970 a la falda del Tibidabo (just on actualment hi ha la Torre de Collserola de Norman Foster), on Andrews la posava a prova en estreta col·laboració amb Eduard Giró, mentre s'estava amb la seva dona a Castelldefels, Baix Llobregat, on s'instal·là temporalment durant la fase de desenvolupament de la moto.
Amb Mick Andrews, OSSA va guanyar els Sis Dies d'Escòcia de trial tres anys seguits (1970, 1971 i 1972), i dos campionats d'Europa també seguits.
Destacaren com a pilots de la MAR:
| Pilots de trial destacats amb OSSA | Pilots de trial destacats amb OSSA | Pilots de trial destacats amb OSSA | Pilots de trial destacats amb OSSA | Pilots de trial destacats amb OSSA | Pilots de trial destacats amb OSSA | Pilots de trial destacats amb OSSA |
| ---------------------------------- | ---------------------------------- | ---------------------------------- | ---------------------------------- | ---------------------------------- | ---------------------------------- | ---------------------------------- |
| Mick Andrews                       |                                    | David Thorpe                       |                                    | Thore Evertsson                    |                                    | Bill Wilkinson                     |
| John Metcalfe                      |                                    | John Reynolds                      |                                    | Chris Sutton                       |                                    | Renato Chiaberto                   |
| Albert Juvanteny                   |                                    | Francesc Quico Payà                |                                    | Joaquim Abad                       |                                    | Toni Gorgot                        |

- Els campionats europeus de trial obtinguts per OSSA en la seva història foren aquests:

| Any   | Campió       |
| ----- | ------------ |
| 1971  | Mick Andrews |
| 1972  | Mick Andrews |
| Total | 2            |

Nota.- Fins al 1974 inclòs el Campionat era d'Europa, i a partir de 1975 va passar a anomenar-se Campionat del Món.

### Motocròs
Des d'un començament les OSSA van guanyar curses i campionats arreu del món, sobretot en la categoria de 250 cc, malgrat no aconseguir mail cap títol mundial de l'especialitat. La Phantom 250 va ser pilotada per grans corredors, destacant-ne:
| Gaston Rahier |  | Håkan Carlqvist    |  | Claude Jobé   |
| Marty Moates  |  | Narcís Vampir Roca |  | Ferran Alibés |

### Enduro

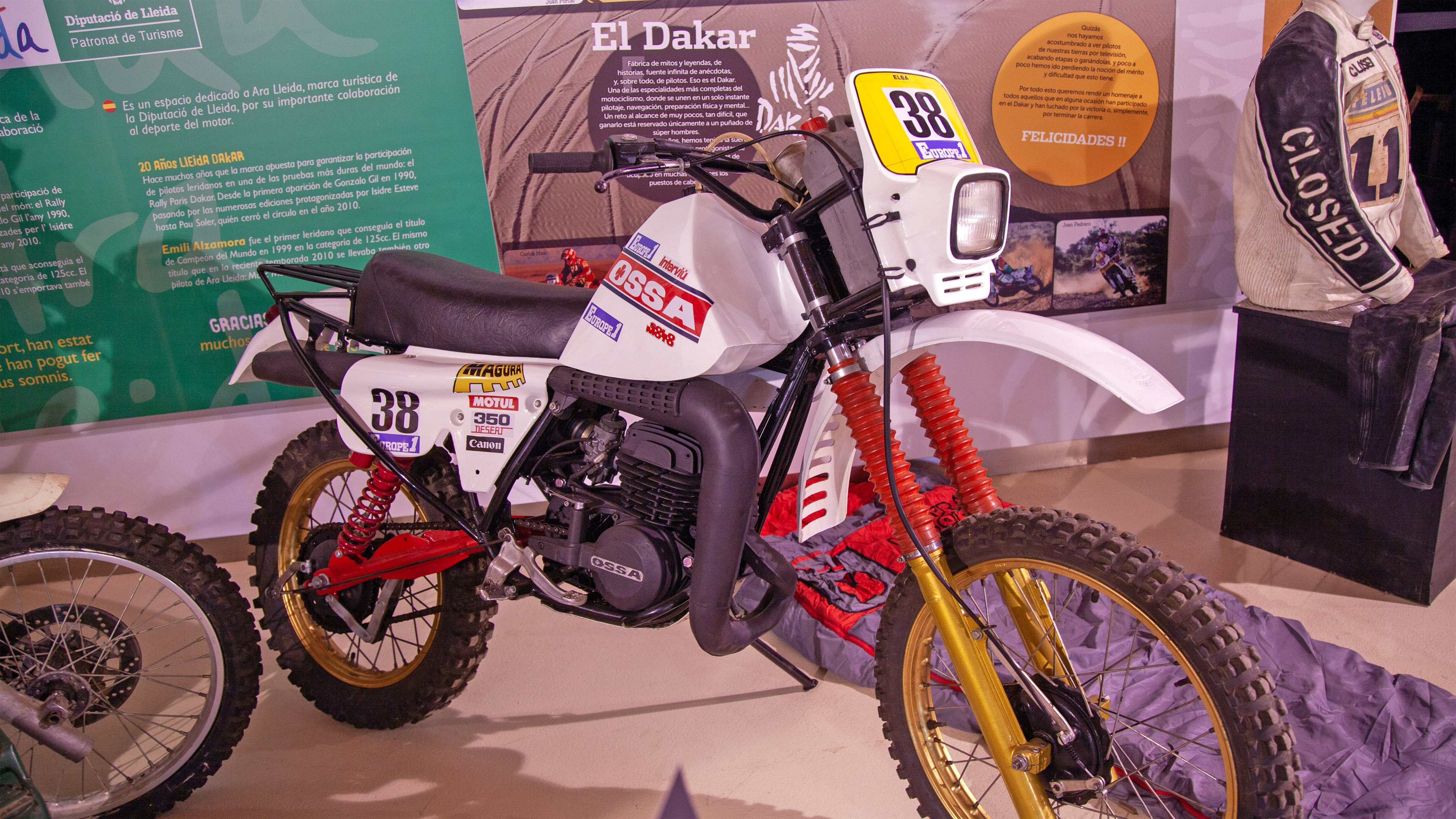
L'OSSA Desert 350 que pilotà Joan Porcar al Ral·li Dakar de 1982

En les categories de 250 i 350 cc, OSSA va obtenir molt bons resultats, sobretot a partir de mitjan anys 70 amb les Enduro i Super Pioneer, pilotades entre d'altres pel català Ton Marsinyach.

### París-Dakar
El pilot i periodista Joan Porcar va participar en l'edició de 1982 del ral·li París-Dakar amb una Desert 350. La moto disposava d'algunes modificacions com basculant de Phantom 77, forquilla i amortidors Marzzochi, dipòsit amb més capacitat, suports davanters i posteriors per a llaunes de benzina... No va poder acabar per problemes de salut, però aquella OSSA va causar sensació.

## Cotxes de competició OSSA
A la dècada de 1960 i començaments de la de 1970 era habitual la fabricació de cotxes de competició artesanals destinats a les curses de Fórmula IV i fórmules promocionals. Molts d'aquests cotxes muntaven motors de motocicleta de fins a 250 cc, especialment OSSA, Bultaco i Montesa. Els xassissos eren diversos: Selex, Hispakart, Tapias, Artés-Guepardo, etc.
Entre altres èxits, el 1967 Carles Giró guanyà amb un Artés/Guepardo-OSSA, amb motor de la firma de 230 cc, la cursa de Fórmula IV al Circuit de Montjuïc. Al Premi Ciutat de Granollers de 1968, Manuel Traver guanyà la prova de Fórmula IV amb un Artés-Guepardo-OSSA (el tercer fou Jean Claude, també amb un Artés-Guepardo-OSSA). El 1969, amb el mateix cotxe, Traver fou segon a la VI Pujada al Pont de Vilomara (el tercer fou Alfons Palmer també amb un Artés-Guepardo-OSSA).